# ابوالجود محمد بن لیث
ابوالجود محمد بن لیث، معاصر بیرونی. ریاضی‌دان. از کارهای اوست: حل مسائل بیرونی به وسیلهٴ مخروطهای متقاطع. هفت ضلعی و نه ضلعی منتظم، طبقه‌بندی معادلات و تحویل آنها به قطوع مخروطی.